# Diaphorus nigrescens
Diaphorus nigrescens är en tvåvingeart som beskrevs av Aldrich 1901. Diaphorus nigrescens ingår i släktet Diaphorus och familjen styltflugor. Inga underarter finns listade i Catalogue of Life.